# Bülent Inal
Bülent Inal är en turkisk skådespelare med kurdisk härkomst som är född den 19 maj 1973 i Sanliurfa, Turkiet. Han är 1,84 meter lång. Han var tillsammans med Tuba Büyüküstün år 2005 till 2007, som han skådespela med i den turkiska tv-serien Ihlamurlar altinda, men senare skiljdes dom åt. Han har varit med i filmer som handlar om drama, äventyr och romantik och han är oftast med i TV-serier.

## TV-serier
- Karayilan (2007)
- Cenneti beklerken (2006)
- Ask yolu (2006)
- Anlat Istanbul (2005)
- Ihlamurlar altinda (2005)
- Vizontele Tuuba (2004)
- Kursun yarasi (2003)
- Hiçbiryerde (2002)
- Azad (2002)
- Cesur kusku (2001)
- Karanlikta kosanlar (2001)
- Dar alanda kisa paslasmalar (2000)
- ayikçi (1999)